# Emilian Dolha
Emilian Dolha (n. 3 noiembrie 1979, Turda) este un portar român retras din activitate.